# Egyetemes Postaegyesület
Az Egyetemes Postaegyesület (angolul: Universal Postal Union; franciául: Union Postale Universelle) az ENSZ egyik szakosított nemzetközi szervezete. Székhelye Bernben van.

## Története
A Berni Egyezmény nyomán 1874-ben létrejött egyesületet eredetileg a postai küldemények országok közötti forgalmának biztosítására és az átszállítás szabadságának biztosítására hozták létre. 1948-ban vált az ENSZ szakosított szervezetévé.

## Céljai
A szervezet célja a nemzetközi postai szolgáltatások fejlesztése és szabványosítása. Szakmai fórumot biztosít a postai szolgáltatásokkal kapcsolatos szabályozási és technikai kérdések megvitatásához.

## Tagjai
Bármely ENSZ-tagállam tagja lehet az Egyetemes Postaegyesületnek. Azok az országok, amelyek nem tagjai az ENSZ-nek, akkor csatlakozhatnak az egyesülethez, ha a tagok két harmada ezzel egyetért.
Az egyesület tagjai az ENSZ 193 tagja Andorra kivételével, ezen kívül a Vatikán, a Marshall-szigetek, Mikronézia és Palau.
A legújabb tag, Dél-Szudán, 2011. október 4-én csatlakozott.
Hollandia tengerentúli területei (Aruba, Curaçao és Sint Maarten) önálló tagokként vannak jelen az egyesületben, ugyanígy a brit tengerentúli területek is.
Palesztina megfigyelőként vesz részt az egyesületben 1999 óta, és 2008-ban Izrael beleegyezett, hogy a palesztinai forgalmat Jordánián keresztül bonyolítsák.
A Kínai Köztársaság 1914. március 1-jén csatlakozott az Egyetemes Postaegyesülethez. A Kínai Népköztársaság megalakulása után az egyesületben továbbra is a Kínai Köztársaság képviselte Kínát egészen 1972. április 13-áig, amikor a postaegyesület úgy döntött, hogy a Kínai Népköztársaság az egyedül jogosult Kínát képviselni. Emiatt a Tajvanba címzett küldeményeket Japán és az Amerikai Egyesült Államok továbbítja.
2018. október 17-én az Amerikai Egyesült államok bejelentette, hogy kilép az egyesületből, amennyiben az alapszerződést nem tárgyalják újra.

## Fordítás
- Ez a szócikk részben vagy egészben  az   Universal Postal Union című angol Wikipédia-szócikk ezen változatának fordításán alapul.  Az eredeti cikk szerkesztőit annak laptörténete sorolja fel. Ez a jelzés csupán a megfogalmazás eredetét és a szerzői jogokat jelzi, nem szolgál a cikkben szereplő információk forrásmegjelöléseként.